# Make Room for Lisa
«Make Room for Lisa» (рус. Освободите место Лизе) — шестнадцатый эпизод десятого сезона мультсериала «Симпсоны». Впервые вышел в эфир 28 февраля 1999 года.

## Сюжет
Гомер вместе с детьми посещает выставку экспонатов Смитсонианского Музея. Ничем хорошим поход не кончается — Гомер без спроса берёт Билль о Правах, пачкает его шоколадом, а потом его же слизывает, уничтожив фрагмент о запрете жестокого избиения. А поскольку денег на восстановление документа у Гомера нет, хозяйка выставки и по совместительству менеджер мобильной связи предлагает Гомеру альтернативу: на доме Симпсонов устанавливается спутниковая антенна мобильной связи. К большому ужасу Лизы, антенна установлена в её комнате и полностью занимает её. Поэтому Лизе придётся жить в одной комнате с Бартом.
Жизнь Лизы становится ужасной: брат мешает ей делать уроки, а Гомер всё время норовит увлечь её чем-нибудь другим, кроме уроков. А вот у Мардж появляется новое увлечение: её радио начинает принимать сигналы мобильников других горожан Спрингфилда и Мардж с удовольствием начинает тайно прослушивать звонки своих знакомых. Узнав об этом, Барт с Милхаусом решают разыграть Мардж: Барт звонит по телефону и голосом маньяка сообщает, что собирается зайти в дом Симпсонов и убить там всех, а Милхаус резко открывает дверь. Испуганная Мардж огревает Милхауса радио по голове и понимает, что подслушивать было нехорошо. После этого Мардж с Бартом заносят оглушенного Милхауса в дом, чтобы не привлекать внимания.
Лиза серьёзно ссорится с Гомером из-за расхождения их интересов и увлечений. Желая изменить всё к лучшему, Гомер идёт со своей дочкой в «Карма-центр». Там Гомера и Лизу помещают в две камеры «чувствительного отрешения», которые способствуют душевному успокоению. Лиза мысленно предстаёт в образе кошки Снежинки II, которую любит гонять Мардж, и в образе Гомера, уснувшего на балете. Увидев себя со стороны, ругающей и ворчащей на Гомера, девочка понимает, что была неправа, и решает более дружелюбно относиться к интересам Гомера. А Гомер совершает настоящее путешествие: его, вместе с камерой, забирают грузчики, вывозящие товары из обанкротившегося магазина, позже камера вылетает из грузовика, съезжает по склону прямо к машине Фландерсов; те, приняв камеру за гроб, заново хоронят её, и Гомер проваливается в канализацию, прибывает к берегу Спрингфилдского пляжа, а потом шеф Виггам возвращает его обратно в магазин. В знак благодарности Лиза отводит Гомера на авто-дерби, и их отношения налаживаются.

## Интересные факты
- Барт в этой серии — неграмотный. Он не знает адрес дома Симпсонов. В украинском показе и в переводе REN-TV он сказал правильно - «742 на Эвергрин-Террас».

- Лиза в этой серии впервые за весь мультсериал надела фиолетовый купальник, что не характерно для вкуса девочки, предпочитающей надевать купальник красного или розового цвета.